# Coin Perdu
Coin Perdu, född 20 maj 2014 i Smygehamn i Skåne län, är en svensk varmblodig travhäst. Han tränas av Svante Båth och körs av Erik Adielsson.
Coin Perdu är född 2014 och började tävla i augusti 2016 och var obesegrad i sina nio första starter. Han har till augusti 2018 sprungit in 5,1 miljoner kronor på 16 starter varav 11 segrar, 1 andraplats och 1 tredjeplats. Han har aldrig varit sämre än trea i lopp där han inte har diskvalificerats för att ha tagit galoppsteg. Han har tagit karriärens hittills största segrar i Breeders' Crown 2-åriga (2016), Svensk Uppfödningslöpning (2016), långa E3-finalen (2017) och E3-revanschen (2017). Han har även kommit på andraplats i Svenskt Trav-Kriterium (2017).
Han utsågs till "Årets 2-åring" (2016) vid Hästgalan.

## Karriär

### Säsongen 2016
Coin Perdu debuterade i lopp och tog karriärens första seger som tvååring den 20 september 2016 på Örebrotravet. I den tredje starten vann han svenska Breeders' Crown för tvååringar den 19 oktober på Solvalla. Därefter startade han den 16 november i ett uttagningslopp till Svensk Uppfödningslöpning, som han vann och kvalificerade sig därmed för final. Coin Perdu vann även finalen, som avgjordes den 3 december på Jägersro. Han vann på nytt svenskt rekord för tvååringar med segertiden 1.12,7 över 1640 meter med autostart (bilstart). Detta är således också den snabbaste segertiden någonsin i Svensk Uppfödningslöpning. Finalsegern blev säsongens sista start och totalt vann han samtliga fyra starter och sprang in cirka 1,7 miljoner kronor under debutsäsongen 2016, vilket gjorde honom till säsongens vinstrikaste tvååring.
Vid Hästgalan för säsongen 2016 vann Coin Perdu utmärkelsen "Årets 2-åring". Han var även en av fyra nominerade i kategorin "Årets Häst" (vid sidan om Nuncio, Propulsion och Readly Express), men förlorade utmärkelsen till Nuncio.

### Säsongen 2017
Säsongen 2017 årsdebuterade Coin Perdu den 8 maj med att segra i ett uttagningslopp till Breeders' Crown för treåriga hingstar och valacker på Halmstadtravet. I säsongens andra start segrade han med nio längder i ett treåringslopp på Bergsåkers travbana den 1 juni. I denna start sprang han barfota runt om och med jänkarvagn för första gången. Därefter startade han den 18 juni på Färjestadstravet i ett uttagningslopp till långa E3-finalen för hingstar och valacker. Den 1 juli vann han finalen av långa E3 för hingstar och valacker på Bergsåkers travbana. Efter loppet kommenterade kusken Erik Adielsson hur Coin Perdu "är nog den bästa treåring jag kört" samt att han vann med krafter kvar. Han vann loppet till oddset 1.44, vilket är det största infriade favoritskapet sedan 2006 års upplaga då Going Kronos vann till oddset 1.40.
Den 9 augusti startade han i ett treåringslopp på Solvalla, men blev där diskvalificerad för galopp. Detta var därmed karriärens första förlust. I starten därefter, den 17 september på Solvalla, var han tillbaka i vinnarcirkeln då han vann uttagninglopp till finalen av 2017 års upplaga av Svenskt Travkriterium. Finalen gick av stapeln den 1 oktober på Solvalla. I finalen kördes han för första gången av Örjan Kihlström. Ekipaget slutade tvåa, slagen med en halv längd av vinnaren Villiam. Segertiden i loppet skrevs till 1.12,0 över 2640 meter med autostart, vilket innebar nytt världsrekord för treåringar. Det tidigare rekordet hade Readly Express, som 2015 travade 1.12,8. Coin Perdu travade 1.12,1. Den 29 oktober startade han i semifinalen av Breeders' Crown för treåriga hingstar och valacker. Han var favoritspelad till oddset 1,40 i loppet, men diskvalificerades för galopp och lyckades därmed inte ta sig vidare till finalen. Den 28 november segrade han i E3-revanschen på Solvalla. Segern, som var värd 200 000 kronor, innebar att han passerade 5 miljoner insprunget efter karriärens första 14 starter. Detta blev också säsongens sista start. Med 3,4 miljoner kronor insprunget på 9 starter varav 6 segrar under året blev han Sveriges näst vinstrikaste treåring (efter Villiam) och sjunde vinstrikaste travhäst säsongen 2017.

### Säsongen 2018
Säsongen 2018 årsdebuterade Coin Perdu med att den 1 augusti komma på tredjeplats i ett fyraåringslopp på Mantorpstravet. Nästa start gjordes den 22 augusti på Jägersro i ett uttagningslopp till 2018 års upplaga av Svenskt Travderby. Han diskvalificerades i loppet efter att ha galopperat in i sista sväng, och misslyckades därmed att komma med bland de två som tog sig vidare till Derbyfinalen.

## Avelskarriär
Coin Perdu har verkat i avel sedan 2018. En första avelsbedömning för att värdera avelsvärdet gjordes dock inför avelsvärderingsnämnden i Eskilstuna den 25 februari 2017. Han fick i avelsbedömningen 72 av 100 möjliga poäng, vilket innebär "högt skattat avelsvärde" (71-85 poäng).